# Sasha Lane
Sasha Lane, née le 29 septembre 1995 à Houston (Texas), est une actrice américaine.

## Biographie

### Enfance
Sasha Bianca Lane est née à Houston, au Texas d'un père afro-américain et d'une mère néo-zélandaise de descendance maori et européenne. Elle grandit dans la ville de Frisco située dans la banlieue de Dallas, au Texas.
Après le divorce de ses parents, elle vit principalement avec sa mère, Judith Clark ainsi que son grand frère Sergio Darcy Lane. Ils déménagent à plusieurs reprises dans la banlieue de Dallas, puis en Floride avant de s'installer à San Francisco. Elle a également une petite sœur née en 2005 prénommée Leah Simone Clark et une demi-sœur. 
Avant de devenir actrice, Sasha a travaillé en tant que serveuse dans un café-resto à San Francisco et c'est une élève très athlétique puisqu'elle pratique le basket et l'athlétisme à un bon niveau. Elle raconte aussi avoir participé à des concours de danse durant son enfance. Elle a étudié également à la Texas State University à San Marcos, Texas mais elle abandonne rapidement. 
La réalisatrice Andrea Arnold repère Lane lors d'un spring break alors que cette dernière bronze au soleil, très rapidement elle lui propose de passer une audition pour son prochain film. Ainsi, elle incarne Star, l'héroïne du film American Honey aux côtés de Shia LaBeouf et de Riley Keough.  

### Carrière
Physiquement Lane se démarque puisqu'elle possède une dizaine de tatouages ainsi que de longues dread-locks, ce qui lui permet de se faire une place dans le mannequinat notamment. Elle collabore pour des marques comme Hug, Asos mais également pour celle de son frère SLANE clothing qui lui aussi est mannequin. En 2016, elle fait la une de Vogue Italia.
Dès ses débuts, Sasha Lane privilégie les films indépendants ainsi que les courts ou moyens métrages qui traitent des questions autour de l'identité sexuelle ou l'entrée dans la vie active. Son apparition dans Hellboy marque un tournant dans sa carrière d'actrice.  
Depuis 2019, elle écrit des poèmes qu'elle propose en libre accès sur son compte Instagram qui parlent de la dépression.
En janvier 2020, elle apparaît comme personnage principal dans le vidéoclip de la chanson Before You Go de Lewis Capaldi.

### Vie privée
D'août 2015 à janvier 2016, elle vit une brève aventure avec l'acteur Shia LaBeouf avec qui elle partage la tête d'affiche d'American Honey. 
Sasha vit actuellement à Los Angeles avec son chihuahua Hoe. En 2018, lors de la promotion du film Come as You Are durant le Sundance Film Festival, Lane se déclara gay. Par le passé, elle s'est identifiée comme bisexuelle. 
En avril 2020, elle annonce la naissance de son premier enfant, une petite fille prénommée Aster Cairo.
Depuis décembre 2021, elle partage la vie de Bob Rifo, leader du groupe italien The Bloody Beetroots.

## Filmographie

### Cinéma
- 2016 : American Honey d'Andrea Arnold : Star
- 2017 : Born in the Maelstrom de Meryam Joobeur: Rebecca
- 2018 : Come as You Are (The Miseducation of Cameron Post) de Desiree Akhavan : Jane Fonda
- 2018 : After Everything de Hannah Marks et Joey Power  : Lindsay
- 2018 : Hearts Beat Loud de Brett Haley
- 2018 : Shrimp de Zelda Williams:  Dominatrix
- 2019 : Daniel Isn't Real de Adam Egypt Mortimer : Cassie
- 2019 : Hellboy de Neil Marshall : Alice Monaghan
- 2022 : Sabotage de Daniel Goldhaber
- 2024 : Twisters de Lee Isaac Chung : Lilly

### Télévision
- 2019 : Utopia : Jessica Hyde (8 épisodes)
- 2021 : Loki : Chasseur C-20 (3 épisodes)
- 2022 : Conversations With Friends : Bobbi (12 épisodes)
- 2023 : The Crowded Room : Ariana

### Vidéos musicales
- 2020 : Before You Go de Lewis Capaldi : jeune femme suicidaire

## Télévision

### Distinctions
| Année | Association                                | Catégorie                                                       | Nomination     | Résultat  | Ref.  |
| ----- | ------------------------------------------ | --------------------------------------------------------------- | -------------- | --------- | ----- |
| 2016  | Gotham Awards                              | Breakthrough Actor                                              | American Honey | nommée    | [ 4 ] |
| 2016  | British Independent Film Awards            | Meilleure performance féminine dans un film anglais indépendant | American Honey | Gagnée    | ,     |
| 2016  | Indiana Film Journalist Association Awards | Meilleure actrice                                               | American Honey | Nommée    | [ 7 ] |
| 2016  | Indiana Film Journalist Association Awards | Révélation de l'année                                           | American Honey | Runner-up | [ 8 ] |
| 2017  | Independent Spirit Awards                  | Meilleure actrice dans un premier rôle                          | American Honey | Nommée    | [ 9 ] |